# The Tyra Banks Show
The Tyra Banks Show var en amerikansk talkshow med fotomodellen Tyra Banks som programledare. Inspelningarna av de två första säsongerna (åren) skedde i Los Angeles men hösten 2007 flyttade man till New York i ett försök att höja tittarsiffrorna. Programmet har haft stora problem med sina ratings och försvann därför från syndikering hösten 2009 för att istället bli en del av nätverket CW:s dagtablå.
I Sverige hade programmet premiär 2006 på Kanal 5. Under 2008 sändes programmet inte i Sverige för att våren 2009 göra comeback på TV3. 
I programmet pratar Tyra om skönhet och mode, men även om familjeliv, sex och samlevnad och andra viktiga frågor. Hon beger sig även själv ut för att hjälpa och prata med andra människor. Tyra Banks Show har vunnit två Daytime Emmy Awards för Outstanding Talk Show (Informative). 
Programmet spelades in i Chelsea Studios på Manhattan i New York. Samma studio hyrdes av svenska Kanal 5 för att spela in Filip och Fredriks talkshow på söndagkvällarna våren 2009. Programmets sista avsnitt sändes 28 maj 2010.